# Magyardombegyház
Magyardombegyház là một thị trấn thuộc hạt Békés, Hungary. Thị trấn này có diện tích 7,65 km², dân số năm 2010 là 238 người, mật độ 31 người/km².